# Дзисько, Михаил Михайлович
Михаил Михайлович Дзисько́ (20 июля 1911, Вилю́йск, Якутская область — 1 ноября 1983) — советский архитектор.

## Биография
Михаил Дзисько родился 20 июля 1911 года в Вилюйске. В 1931 году окончил Харьковский инженерно-строительный институт со званием архитектора.
Трудовую деятельность в качестве архитектора начал в Харькове. В 1929—1930 годах совместно с архитектором И. И. Малозёмовым работал над проектом реконструкции Запорожья. В 1931—1932 годах работал в Новокузнецке на стройплощадке, на строительстве Новокузнецкого металлургического комбината. В 1932—1969 годах работал в Центральном военпроекте Министерства обороны СССР. Занимал должности от архитектора до главного архитектора института.
Ряд лет работал под руководством крупных советских архитекторов И. В. Жолтовского, А. В. Власова, Г. П. Гольца. В 1939 году на первом общественном смотре работ молодых архитекторов был награждён дипломом. Также участвовал в смотре, проходившем в конце 1946 — начале 1947 года. Принимал участие в архитектурных конкурсах. Руководил разработкой и внедрений серий различных типовых проектов Министерства обороны.
В 1969—1980 годах работал в Гражданстрое в Управлении общественных зданий и сооружений. Из них на протяжении 6 лет был заместителем начальника Управления, затем — главным экспертом.
Член Союза архитекторов СССР с 1934 года. Член КПСС с 1940 года. Неоднократно избирался членом правления Московского отделения Союза архитекторов. Занимался живописью, принимал участие в выставках. Писал стихи.
Михаил Дзисько жил в Москве в спроектированном им доме Военно-инженерной академии им. Н. И. Жуковского по адресу: Петровско-Разумовская аллея, 16. Умер 1 ноября 1983 года.

## Оценки творчества

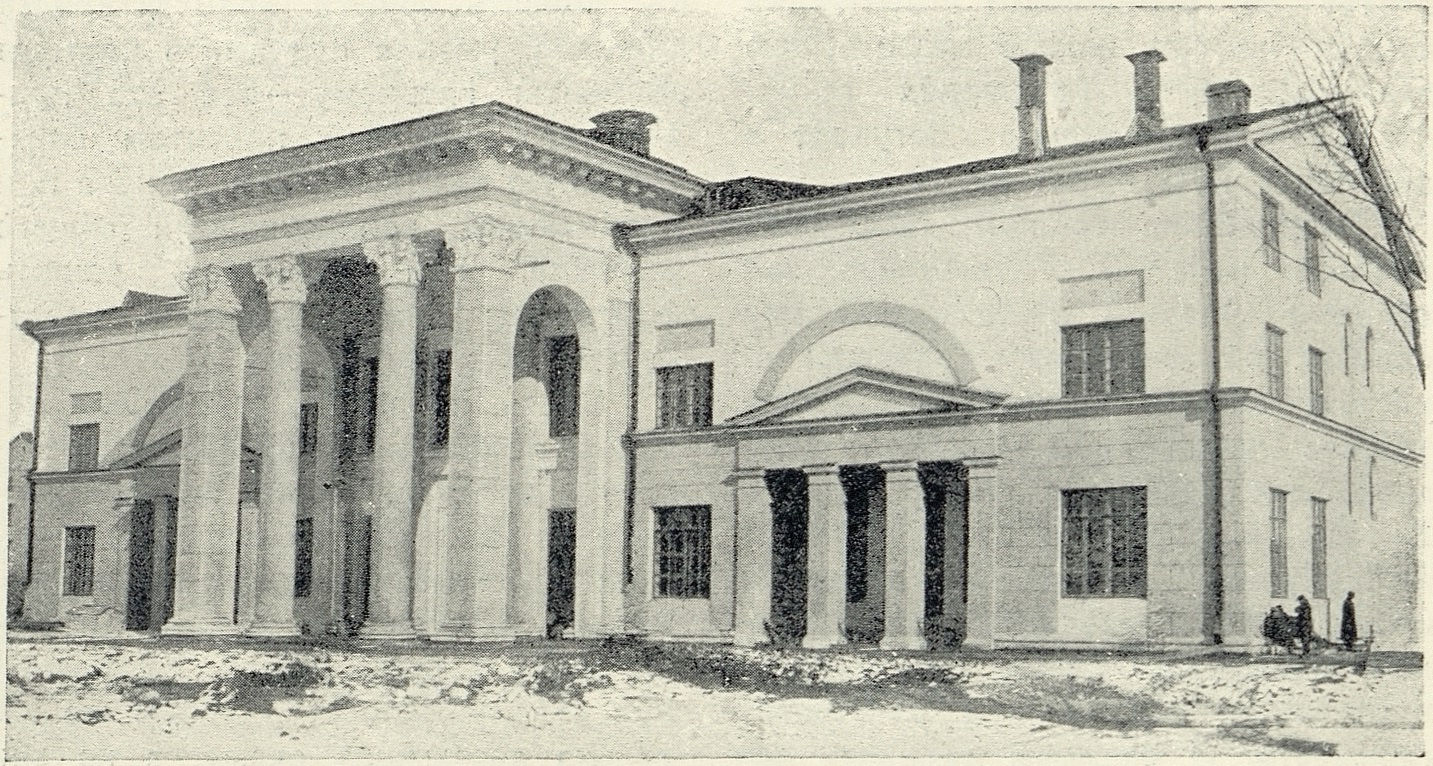
Дом Красной армии

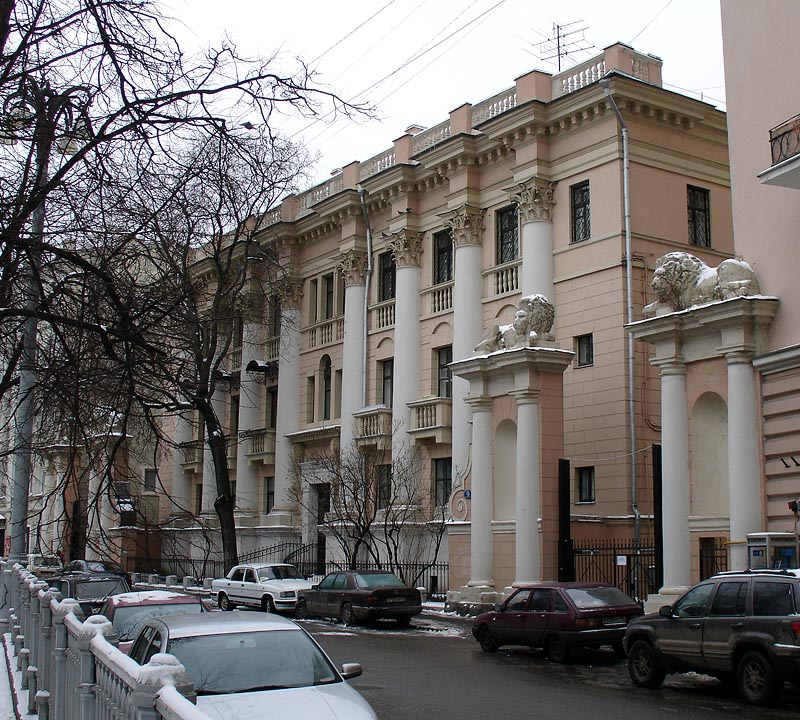
Жилой дом Генерального штаба Вооружённых сил СССР

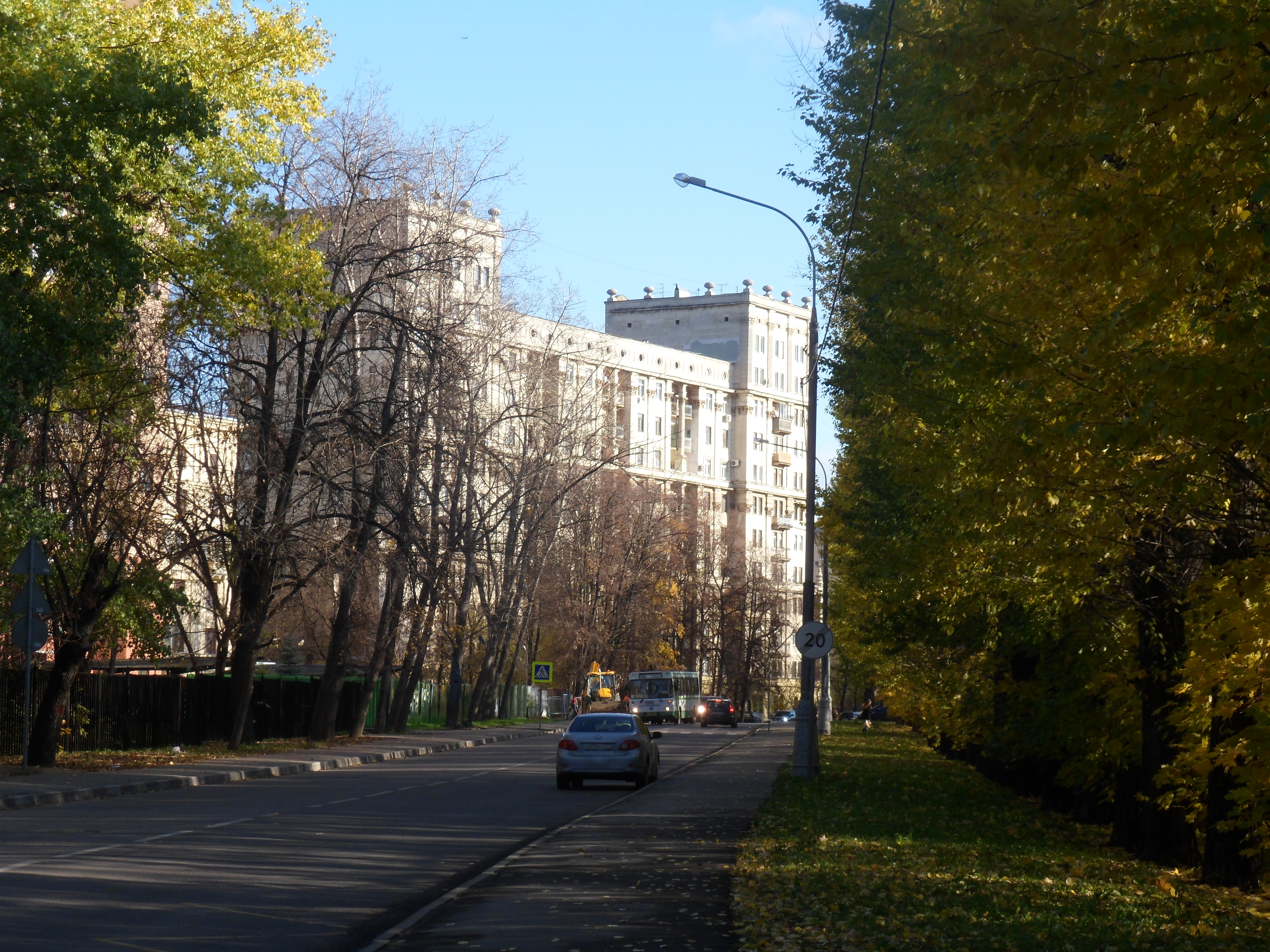
Жилой дом Военно-инженерной академии им. Н. И. Жуковского

Первой крупной работой М. М. Дзисько был спроектированный совместно С. Д. Левитаном под руководством И. В. Жолтовского жилой комплекс Бронетанковой академии им. Малиновского в Лефортове. Здесь перед авторами стояла задача увязки архитектуры жилого комплекса со стоящим рядом Екатерининским дворцом, которая не была в полной мере решена.
Позднее при работе над типовым проектом дома Красной армии (дома офицеров), реализованным в Тбилиси, Баку и Гомеле, архитектор исходил из принципов ампира. Центром композиции здания был портик главного входа. Стена за портиком украшена пилястрами. Хорошо выделено центральное окно. По словам архитекторов А. Изаксона и А. Аксельрода, «самый положительный момент работы — ясность и чёткость архитектурного замысла». В то же время А. Изаксон и А. Аксельрод отмечали, что «пропорции малых портиков ещё не найдены. Не нашёл автор и убедительного решения обработки стены второго этажа (над малыми портиками) и соответствующих пропорций оконных проёмов».
В разработанном М. М. Дзисько проекте Военного училища прослеживаются мотивы русского зодчества. Архитектор применяет лёгкие карнизы на металлических кронштейнах, кирпичные детали, майоликовые и керамические плиты, узорчатую кладку. Цоколь и главный вход отделаны широкими полосами кирпича. В центральной части — кирпичные пилястры, поддерживающие антаблемент.
Жилой дом Генерального штаба Вооружённых сил СССР на Патриарших прудах М. М. Дзисько и Н. И. Гайгаров проектировали под руководством И. В. Жолтовского. По своей архитектуре это здание больше напоминает дореволюционную усадьбу. Его симметричный фасад украшен восемью колоннами коринфского ордера, поднимающиеся на высоту трёх этажей. Завершает фасад карниз и балюстрада. Главной особенностью дома являются скульптуры львов на высоких тумбах. Дом подвергался критике во время кампании по борьбе с архитектурными излишествами, архитектор Ф. А. Новиков считал его «проявлением ложной монументальности и подлинного мещанства в архитектуре».
Проектируя жилой дом Военно-инженерной академии им. Н. И. Жуковского вблизи Петровского парка М. М. Дзисько и Л. М. Мочин стремились наиболее полно использовать природные условия участка. Двенадцатиэтажный дом имеет 114 квартир и около 5 тысяч м² жилой площади. В каждой из квартир либо комната с балконом, либо терраса обращена к парку. Благодаря лёгкой архитектуре дом хорошо сочетается с парковой зеленью. Архитектуру обогащают ниши центральной части и выступающие боковые террасы. На крыше дома установлены вазоны с рельефной чашей. Фасад украшают панели с барельефами и пилястры с капителями коринфского ордера. Торцы здания украшают гранитные шары на тумбах, за что в народе его называют «Домом с шарами». По словам сына архитектора М. М. Дзисько, эти шары ранее находились на Пречистенской набережной, на спуске от храма Христа Спасителя. На первом этаже дома был устроен детский сад на 125 детей, а крышу планировалось использовать как солярий.

## Проекты
Не реализованные
- Открытый плавательный бассейн ЦСКА на Ленинградском проспекте (совместно с архитектором С. В. Любимовым)[1]
- Крытый стадион с летним катком в Чапаевском парке (начало 1950-х; совместно с инженером И. Т. Кузьминым; строительство не было завершено, каркас первого этажа снесён в 1980-х)[1][8][9][10]

Реализованные
- Жилой комплекс Бронетанковой академии им. Малиновского в Лефортове в Москве (1933; 1-й Краснокурсантский проезд, д. 3/5, корп. 11; совместно с С. Д. Левитаном)[1][2]
- Военные училища в Вольске[1]
- Дома офицеров в Тбилиси, Баку и Гомеле[1] (вторая половина 1930-х)
- Комплекс зданий Военного училища им. Сухе-Батора в Улан-Баторе, Монголия[1]
- Жилой дом Генерального штаба Вооружённых сил СССР на Патриарших прудах (1944—1946; совместно с архитектором Н. И. Гайгаровым; объект культурного наследия регионального значения)[1][11]
- Комплекс жилых домов на Хорошёвском шоссе (совместно с архитектором Л. М. Мочиным)[1]
- Дача генерала армии А. В. Хрулёва в Архангельском (конец 1940-х)[12]
- Жилой дом Военно-инженерной академии им. Н. И. Жуковского (1953; Петровско-Разумовская аллея, 16; совместно с архитектором Л. М. Мочиным и инженером И. Т. Кузьминым)[1][13][7]

## Семья
Сын — Михаил Михайлович Дзисько — преподаватель МАРХИ.